# Zaharia Stancu

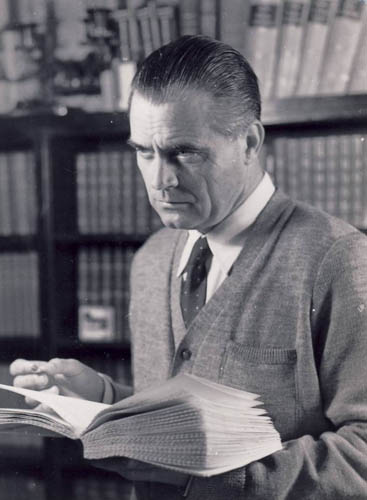
Zaharia Stancu

Zaharia Stancu (* 5. Oktober 1902 in Salcia, Kreis Teleorman; † 5. Dezember 1974 in Bukarest) war ein
rumänischer Schriftsteller.
Stancu war Kind einer Landarbeiterfamilie und arbeitete als Kind selbst auf Feldern von Großgrundbesitzern. Er besuchte vier Jahre die Grundschule und begann zehnjährig eine Gerberlehre. Später arbeitete er u. a. als Diener eines Großgrundbesitzers und als Zeitungsverkäufer. Seit den 1920er Jahren veröffentlichte er Artikel in Zeitschriften, später erschienen in Literaturzeitschriften auch Gedichte von ihm. Seinen ersten Gedichtband Poeme simple veröffentlichte er 1925. 1932 schloss er ein Literatur- und Philosophiestudium an der Universität Bukarest ab.
In der Zwischenkriegszeit entwickelte sich Stancu zu einem entschiedenen Anhänger des Kommunismus. 1940 gab er eine linksgerichtete Zeitschrift heraus, was eine einjährige Internierung im Konzentrationslager von Târgu Jiu zur Folge hatte. Nach dem Krieg wurden ihm verschiedene Ämter und Posten verliehen: 1946 wurde er Direktor des Nationaltheaters Bukarest, 1947 Präsident des rumänischen Schriftstellerverbandes und 1948 Mitglied im Direktorium der Literatur- und Kunstverlage. Von 1948 bis 1952 war er Abgeordneter des rumänischen Parlamentes. 1955 wurde er in die Academia Română aufgenommen.
Das literarische Werk Stancus umfasst mehrere Gedichtbände, Romane und Erzählungen. Am erfolgreichsten wurde sein Roman Desculț (Barfuß, 1948). Er erschien in Rumänien in zahlreichen vom Autor stark überarbeiteten und erweiterten Auflagen (die siebzehnte Auflage brachte 1987 der Verlag Cartea Românească heraus) und in Übersetzungen u. a. in der Sowjetunion, der DDR und anderen osteuropäischen Ländern, in Westeuropa, Indien, Japan, Australien und Lateinamerika. 1951 wurde er in der DDR erstmals in der Übersetzung von Georg Maurer und Walter Fabius im Verlag Volk und Welt veröffentlicht. Hier und beim Aufbau Verlag erschienen danach mehrere Neuauflagen. 1971 wurde Stancu sowohl mit einem Herder-Preis als auch als Erou al Muncii Socialiste (Held der sozialistischen Arbeit) ausgezeichnet. 1959 hatte Stancu den Weltfriedenspreis erhalten.